# Lecceichthys wautyi
Lecceichthys wautyi è un pesce osseo estinto, appartenente ai gonorinchiformi. Visse nel Cretaceo superiore (Cenomaniano - Maastrichtiano, circa 72 milioni di anni fa) e i suoi resti fossili sono stati ritrovati in Italia.

## Descrizione
Questo pesce era di piccole dimensioni, ed era lungo circa 8 centimetri. Possedeva un corpo affusolato, con un cranio leggermente allungato; Lo scheletro conta 37 vertebre, di cui 23 addominali e 14 caudali, la pinna dorsale è piccola, sostenuta da 9 raggi. La pinna pelvica addominale ha origine alle spalle del punto di inizio della pinna dorsale. Le vertebre terminali della spina sono unite tra loro in un unico elemento, e le scaglie sono allungate. 

## Classificazione
Lecceichthys è un rappresentante arcaico dell'ordine Gonorynchiformes, attualmente rappresentato da varie specie tra le quali Chanos chanos. Non è chiaro quali fossero le parentele di Lecceichthys con gli altri gonorinchiformi cretacei, ma è possibile che fosse più evoluto di Notogoneus e forse appartenente a un clade comprendente anche Charitosomus, Charitopsis e Hakeliosomus. 
Lecceichthys wautyi venne descritto per la prima volta da Louis Taverne nel 1998, sulla base di un fossile ritrovato nei pressi di Nardò, in provincia di Lecce. L'epiteto specifico è dedicato al D. A. Wauty, amico d’infanzia dello studioso Taverne, in ricordo di campagne di scavo effettuate nelle sabbie dell’Eocene a Bruxelles.